# 林雲峯
林雲峯，BBS（1957年9月3日—），香港建築師，前全國政協委員，2016年立法會選舉建築、測量、都市規劃及園境界功能界別候選人，但只得1,235票，以1,256票差距敗給親泛民主派的候選人姚松炎。2018年7月獲頒銅紫荊星章。

## 簡歷
林雲峯在九龍華仁書院畢業，於1979年香港大學取得建築學文學士（一級榮譽）及1981年取得建築學學士；並於1985年取得城市規劃學理碩士，為該學系第二屆畢業生。八十至九十年代加入巴馬丹拿建築及工程師事務所執業後，成立AD+RG建築設計及研究所有限公司及優環長學建築設計研究中心有限公司，為該公司總監。林雲峯曾為香港大學建築學院義務講師，1998至今在香港中文大學建築學院任教，先後為教授、教授（部任）及榮譽兼任教授。林雲峯多年擔任香港建築師學會理事及建築師註冊管理局委員。在2005年至2006年擔任香港建築師學會會長。在2010年成為香港城市設計學會創會會長。
林雲峯現為AD+RG 建築設計及研究所有限公司總監，優環長學建築設計研究中心有限公司(CARE)總監，香港中文大學建築學院榮譽兼任教授，現任香港房屋委員會委員，中國人民政治協商會議重慶市委員及全國政協委員。

## 2016年香港立法會選舉 - 建築、測量、都市規劃及園境界
有傳媒報導林雲峯有意參選2016年香港立法會功能界別 - 建築、測量、都市規劃及園境界選舉。2016年6月25日正式宣布參選。並以跨界別、跨背景、 跨範疇 - 專業態度，不偏不倚，全方位與不同界別背景人士保持緊密關係，促達成與政府溝通橋樑為競選理念。

## 外部連結
- 林雲峯的Facebook專頁